# Borís Sokolov
Borís Serguéyevich Sokolov (en ruso: Борис Серге́евич Соколов (9 de abril de 1914 - 2 de septiembre de 2013) fue un geólogo y paleontólogo ruso. Sokolov fue autor de obras de referencia en la estratigrafía de Europa del Este, en particular, los registros fósiles de coral, y creó el concepto de período Vendian, actualmente reconocido como gran parte se superponen, pero no totalmente equivalente al Período Ediacárico.

## Biografía
Sokolov nació en Vyshny Volochiok. En 1931 se trasladó a Leningrado y se convirtió en aprendiz de electricista. Una experiencia de trabajo de cuello azul es un requisito previo para su admisión en la universidad. Después de un año de trabajo, se le permitió inscribirse en el Departamento de Geología y Ciencias del Suelo de la Universidad de Leningrado. Se graduó con honores en 1937 y permaneció allí para tomar un curso de estudios de postgrado. Los primeros trabajos de Sokolov se concentraron en la estratigrafía de la Plataforma de Rusia, en particular, el diagnóstico de los corales fósiles para la identificación de los depósitos carboníferos del período.